# Eliot (Maine)
Eliot – miasto w Stanach Zjednoczonych, w stanie Maine, w hrabstwie York.